# Anaglyptus bellus
Anaglyptus bellus är en skalbaggsart som beskrevs av Matsumura och Masaki Matsushita 1933. Anaglyptus bellus ingår i släktet Anaglyptus och familjen långhorningar. Utöver nominatformen finns också underarten A. b. isolatus.